# Automolis schoutedeni
Automolis schoutedeni är en fjärilsart som beskrevs av Sergius G. Kiriakoff 1953. Automolis schoutedeni ingår i släktet Automolis och familjen björnspinnare. Inga underarter finns listade i Catalogue of Life.